# Isoodon obesulus
Isoodon obesulus là một loài động vật có vú trong họ Peramelidae, bộ Peramelemorphia. Loài này được Shaw mô tả năm 1797.

## Hình ảnh

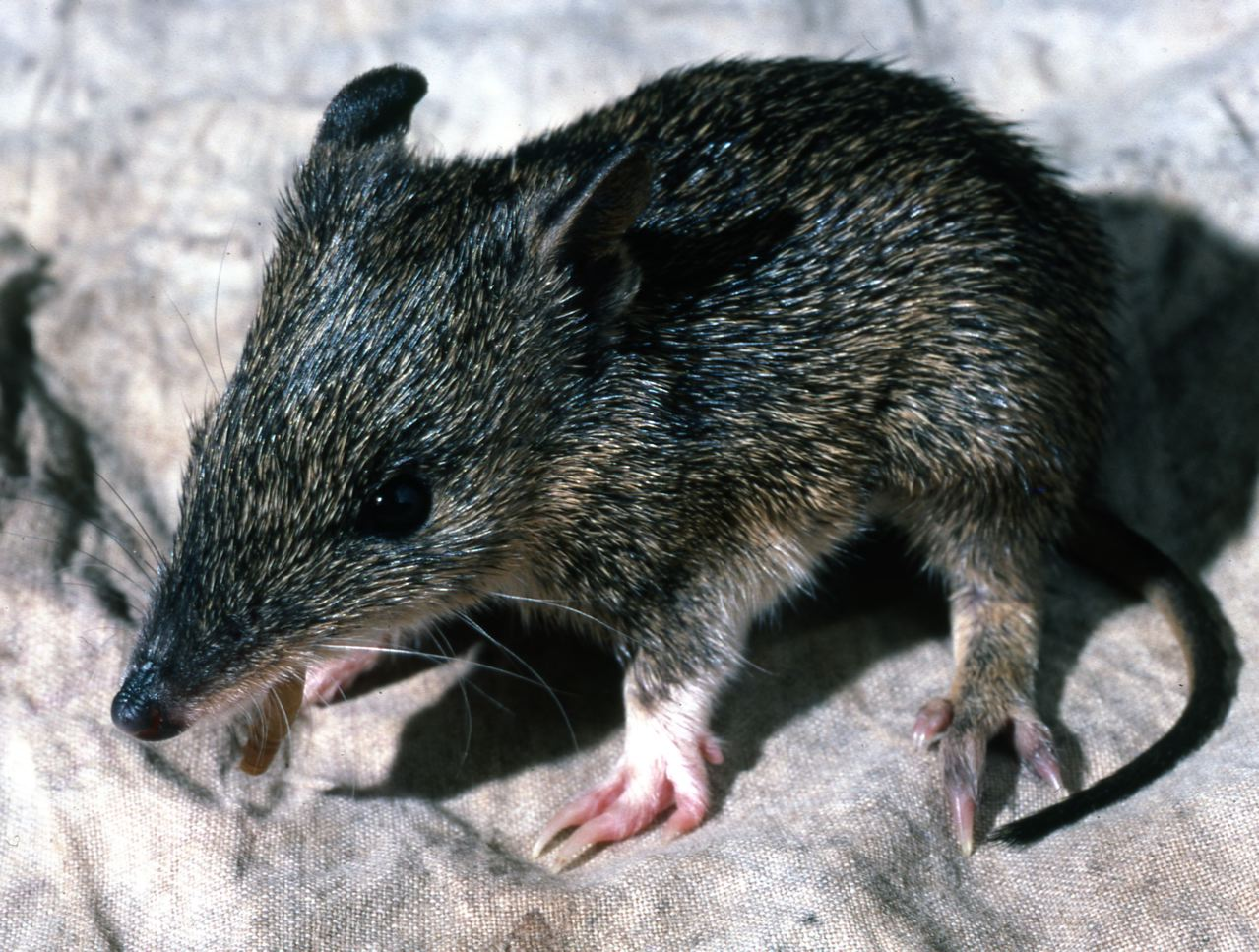
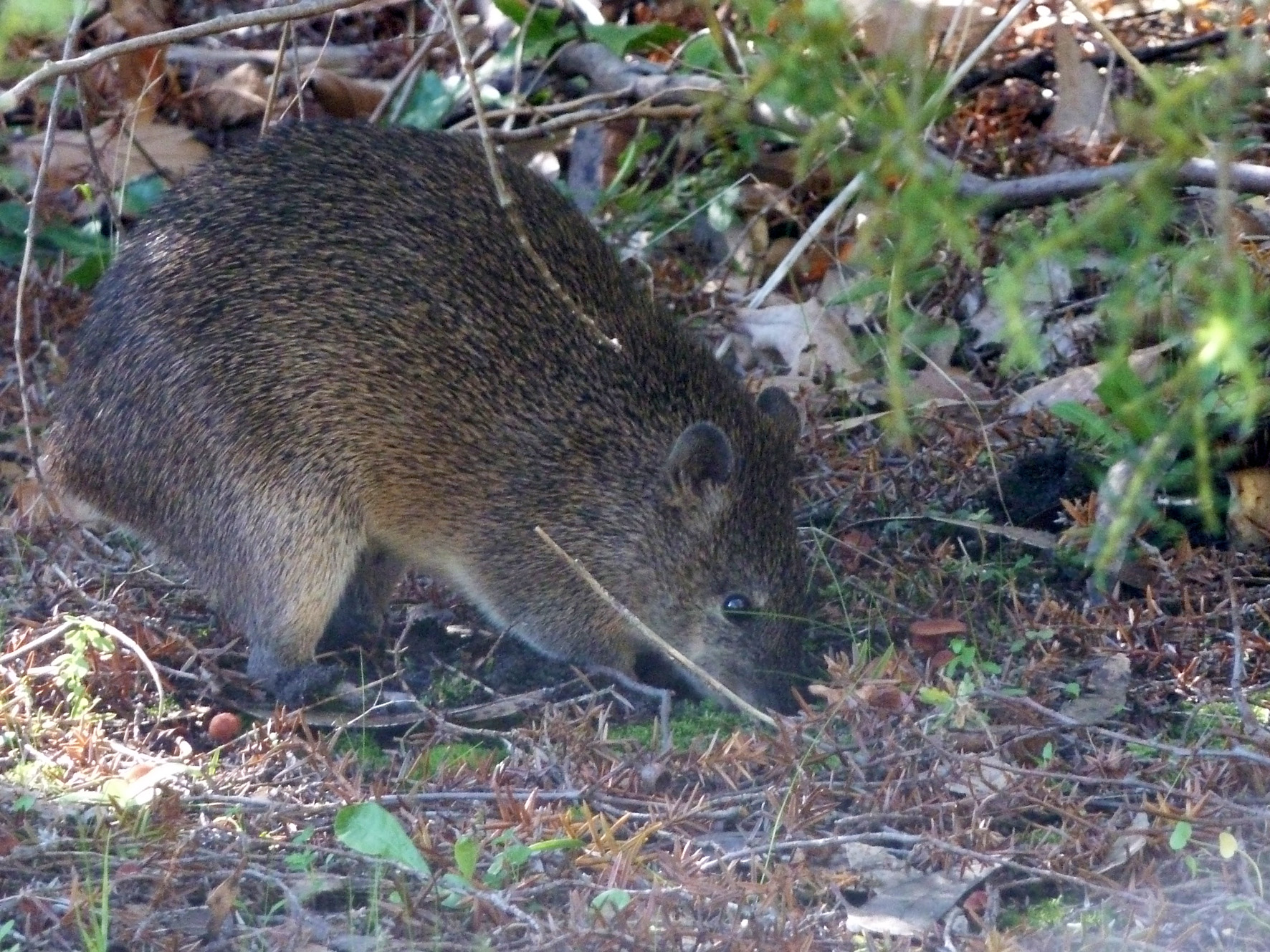
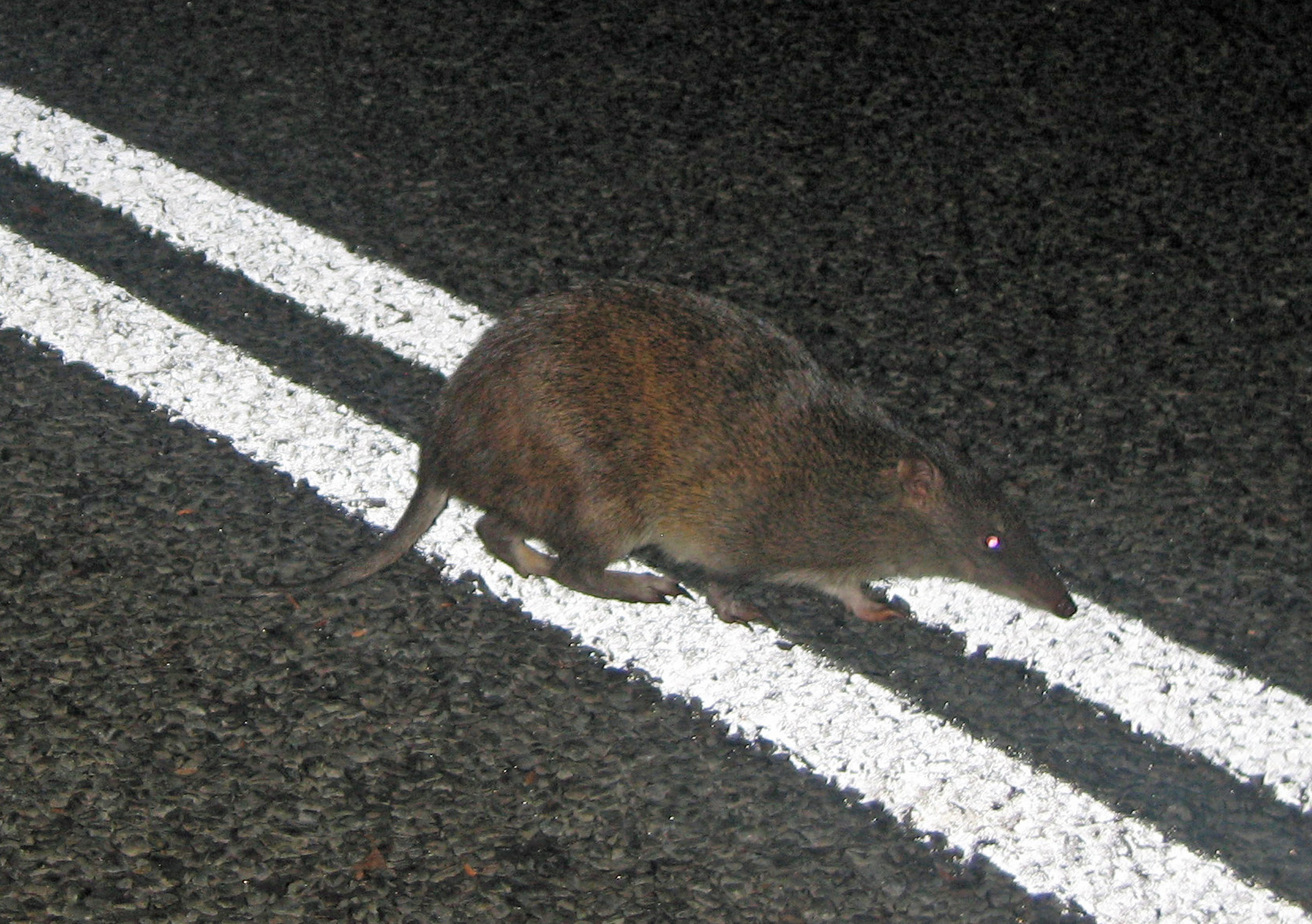